# دورمی لبز
دورمی لبز (انگلیسی: Doremi Labs) یک شرکت تولیدکننده سرورهای دیجیتال و نرم‌افزارهای سینمایی در ایالات متحده آمریکا است.
این شرکت که در سال ۱۹۸۵ تأسیس شده در زمینه تولید سرورهای دیجیتال، مبدل‌های فرمت برای سینمای دیجیتال، پس‌تولید و پخش است. مقر اصلی این شرکت در شهر بربنک، کالیفرنیا قرار دارد.
شرکت دورمی لبز در ۲۴ فوریه ۲۰۱۴ توسط شرکت آزمایشگاه دالبی به مبلغ 92.5 میلیون دلار خریدار شده است.